# Olemps
Olemps é uma comuna francesa na região administrativa de Occitânia, no departamento de Aveyron. Estende-se por uma área de 12,79 km². Em 2010 a comuna tinha 3 523 habitantes (densidade: 275,4 hab./km²).